# Toby Morris

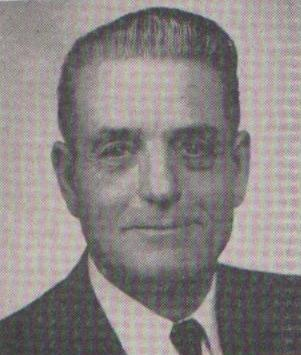
Toby Morris

Toby Morris (* 28. Februar 1899 in Granbury, Texas; † 1. September 1973 in Lawton, Oklahoma) war ein US-amerikanischer Politiker. Zwischen 1947 und 1953 sowie von 1957 bis 1961 vertrat er den sechsten Wahlbezirk des Bundesstaates Oklahoma im US-Repräsentantenhaus.

## Werdegang
Bereits im Jahr 1906 kam Toby Morris in das damalige Oklahoma-Territorium. 1913 ließ er sich in Walters im Cotton County nieder. Dort besuchte er die öffentlichen Schulen. Während des Ersten Weltkriegs war er Soldat der US-Armee. Nach dem Krieg studierte Morris Jura; im Jahr 1920 wurde er als Rechtsanwalt zugelassen. Zwischen 1921 und 1925 war er am Gericht im Cotton County angestellt, von 1925 bis 1929 war er Bezirksstaatsanwalt. Danach arbeitete er als privater Rechtsanwalt. Zwischen 1937 und 1946 amtierte Morris als Bezirksrichter im 21. Gerichtsbezirk von Oklahoma.
1946 wurde er im sechsten Distrikt von Oklahoma in das US-Repräsentantenhaus in Washington, D.C. gewählt. Dort löste er am 3. Januar 1947 Jed Johnson ab, den er in den Vorwahlen geschlagen hatte. Nach einer Wiederwahl im Jahr 1952 konnte er bis zum 3. Januar 1953 zunächst zwei Legislaturperioden im Kongress absolvieren. Bei den Wahlen des Jahres 1952 verlor er in den Vorwahlen seiner Partei gegen Victor Wickersham.
Vom Januar 1955 bis Dezember 1956 war Morris Bezirksrichter im fünften Gerichtsbezirk von Oklahoma. Bei den Kongresswahlen von 1956 konnte er seinen alten Abgeordnetensitz zurückgewinnen und dann zwischen dem 3. Januar 1957 und dem 3. Januar 1961 zwei weitere Legislaturperioden im Kongress verbringen. 1960 unterlag er in den Vorwahlen erneut Wickersham, der dann den Sitz im Kongress wieder übernahm. Zwischen 1961 und 1963 war Morris Richter am Oklahoma State Industrial Court.  Danach war er bis 1971 Bezirksrichter in Oklahoma. Anschließend zog er sich in den Ruhestand zurück. Toby Morris starb zwei Jahre später in Lawton und wurde dort auch beigesetzt.